# 샤크티 카린
샤크티 카린(영어: Shakti Kareen, 일본어: シャクティ・カリン)은 TV 애니메이션 《기동전사 V 건담》에 등장하는 가공의 인물이다. 나이는 11세이며, 성우는 이치하라 유미가 담당하였다.

## 인물
TV 애니메이션 《기동전사 V 건담》의 히로인이다. 주인공인 웃소 에빈의 소꿉 친구이다. 약간 옅은 갈색 피부와 검은 머리에 검은색 눈동자를 가지고 있는 소녀이다. 취미는 플란다스와 산책, 꽃 가꾸기이다. 특기는 카르르만 두카트스가 좋아하는 우유의 온도를 아는 것이다.
잔스칼 제국의 여왕 마리아 피어 아모니아의 친딸이자 잔스칼 제국군의 에이스 파일럿인 크로노클 아샤의 조카이다. 어머니와 마찬가지로 사이키커(뉴타입)로서도 높은 소양을 가지고 있다. 그러나 어머니인 마리아와는 어떤 사정으로 생이별을 하고 있다.

## 같이 보기
- 웃소 에빈